# Elaphria lentilinea
Elaphria lentilinea är en fjärilsart som beskrevs av George Francis Hampson 1909. Elaphria lentilinea ingår i släktet Elaphria och familjen nattflyn. Inga underarter finns listade i Catalogue of Life.